# روبرت كريستوفر
روبرت كريستوفر (بالإنجليزية: Robert Christopher)‏ هو صحفي أمريكي، ولد في 1924، وتوفي في 1992 بسبب نفاخ رئوي.